# ミラノ〜サンレモ2005
ミラノ〜サンレモ2005（Milan-Sanremo 2005）は、ミラノ〜サンレモの96回目のレース。2005年3月19日、294kmの距離で行われ、アレッサンドロ・ペタッキが初優勝。

## 結果
|    | 選手名                     | チーム                             | 時間          |
| -- | -------------------------- | ---------------------------------- | ------------- |
| 1  | アレッサンドロ・ペタッキ   | ファッサ・ボルトロ                 | 7時間11分39秒 |
| 2  | ダニーロ・ホンド           | ゲロルシュタイナー                 | 同            |
| 3  | トル・フースホフト         | クレディ・アグリコル               | 同            |
| 4  | スチュアート・オグレディ   | コフィディス                       | 同            |
| 5  | オスカル・フレイレ         | ラボバンク                         | 同            |
| 6  | フィリップ・ジルベール     | フランセーズ・デ・ジュー           | 同            |
| 7  | ルッジェーロ・マルツォーリ | アクア&サポネ＝アドリア・モービル  | 同            |
| 8  | トム・ボーネン             | クイックステップ                   | 同            |
| 9  | フランコ・ペッリツォッティ | リクイガス＝ビアンキ               | 同            |
| 10 | マヌエーレ・モーリ         | サウニエル・ドゥバル＝プロディール | 同            |

- ダニーロ・ホンドは後日、ドーピング違反により順位剥奪となった。